# Stadtarchiv Neunkirchen
Das Stadtarchiv Neunkirchen ist das Archiv der Kreisstadt Neunkirchen. Rechtliche Grundlagen sind das Saarländische Archivgesetz vom 23. September 1992 sowie die Satzung für die Benutzung des Archivs der Kreisstadt Neunkirchen (Benutzungsordnung) vom 15. Dezember 2021.

## Geschichte
Bereits vor der Verleihung der Stadtrechte 1922 wurden in der Verwaltung regionale Presseerzeugnisse seit der zweiten Hälfte des 19. Jahrhunderts sowie die noch vorhandenen Unterlagen aus der Zeit des Alten Reichs gezielt aufbewahrt. 1938 soll es zu einer formellen Gründung gekommen sein, die sich jedoch aufgrund der erheblichen Aktenverluste aufgrund von Kriegseinwirkung und gezielten Kassationen nicht mehr näher eruieren lässt und auch archivfachlich keine Wirkung entfaltete. Nach Ende des Zweiten Weltkriegs wurde das Stadtarchiv 1947 neubegründet, doch mit dem Ausscheiden des mit der Archivleitung beauftragten Beamten 1957 erfolgte zunächst keine Neubesetzung mehr, sodass die Leitung bis 1977 vakant blieb. Seit 1990 ist es durchgehend archivfachlich besetzt.

## Bestände
Trotz der erheblichen Überlieferungsverluste reichen heute die ältesten Unterlagen bis ins 18. Jahrhundert zurück (Bannbücher und Renovaturprotokolle). Die Bürgermeistereirats- und Gemeinderatsprotokolle seit 1847 werden ergänzt durch Schöffenratsprotokolle (1829–1832), Altakten der Bürgermeisterei Neunkirchen (v. a. 19. Jahrhundert), der Bürgermeister Wiebelskirchen (ab 1825) und die ab 1922 entstandenen städtischen Akten. Die Sammlung der Amtsdruckschriften reicht bis 1803 zurück. Darüber hinaus werden zahlreiche Sammlungsbestände wie Zeitungsausschnittsammlung, Zeitungen (ab 1867), Plakate, Flugblätter, Karten, Pläne, Ansichtskarten und Fotosammlungen verwahrt. Mit dem Depositalbestand Saarstahl AG zum Neunkircher Eisenwerk und einem eigenen Bestand zur Schlossbrauerei sind überregional bedeutsame Unterlagen zur Wirtschaftsgeschichte überliefert. Darüber hinaus sind im Stadtarchiv die Nachlässe von Willi Dreßler, Bernhard Krajewski (1898–1984, Heimatforscher), Ernst Wilding, Ernst Brück und Alfred Ulrich vorhanden. Die Präsenzbibliothek umfasst im Schwerpunkt Medien zur Orts- und Landesgeschichte sowie die Bücherei der örtlichen SPD-Fraktion.

## Veröffentlichungen
- Markus Krämer: Die Reichspogromnacht in Ottweiler 1938. Zum Gedenken an die Opfer der antisemitischen Ausschreitungen vor 50 Jahren. Neunkirchen 1989.

- Karin Carl, Christian Reuther und Dennis Schuld: Kleine ChroNiK. Eine Zeitreise durch die Geschichte Neunkirchens. Neunkirchen 2019, ISBN 978-3-00-062867-2.